# Tyndall Centre
Il Tyndall Center (nome completo Tyndall Centre for Climate Change Research) è un centro di ricerca britannico che riunisce scienziati, economisti, ingegneri e scienziati sociali per "ricercare, valutare e comunicare da una prospettiva transdisciplinare distinta, le opzioni per mitigare e le necessità di adattarsi all'attuale cambiamento climatico e al continuo riscaldamento globale e integrarli nei contesti globali, britannici e locali dello sviluppo sostenibile".
Il centro, che prende il nome dal fisico irlandese del XIX secolo John Tyndall, è stato fondato nel 2000 da Mike Hulme ed ha tra i propri partner principali l'Università dell'East Anglia, l'Università di Cardiff, l'Università di Manchester, l'Università di Newcastle e l'Università Fudan.
Il direttore del Tyndall Centre è Robert Nicholls, dell'Università di East Anglia (precedentemente impiegato presso l'Università di Southampton). Gli ex direttori includono Corinne Le Quéré, Robert Watson, Carly Mclachlan, Kevin Anderson, Andrew Watkinson e John Schellenhuber. Asher Minns è il direttore esecutivo.